# Poggio Rusco
Poggio Rusco és un municipi situat al territori de la província de Màntua, a la regió de la Llombardia, (Itàlia).
El municipi es va veure greument afectat per un terratrèmol el 29 de maig del 2012 que va causar danys molt importants en tot el municipi.
Poggio Rusco limita amb els municipis de Magnacavallo, Mirandola, San Giovanni del Dosso, Sermide i Villa Poma.
Pertanyen al municipi les frazioni de Dragoncello, Quattrocase, Segonda i Stoppiaro

## Galeria

Localització de Poggio Rusco a la província de Màntua